# 潮州郡守官舍
22°32′59″N 120°32′38″E / 22.549599°N 120.543880°E潮州郡守官舍，為屏東縣潮州鎮的一棟日式宿舍，在日治時期為高雄州潮州郡郡守的宿舍，其即位在現今潮州鎮公所的斜對面。

## 介紹
潮州郡守官舍唯一獨棟木造日式宿舍。其地上物與土地所有權分屬國防部及屏東縣政府，已閒置多年且無人管理。地方文史工作者在2018年將潮州郡守官舍提報為文化資產，於2019年5月由屏東縣文化處決議「列冊追蹤」，而鎮公所有意將其修復再利用。